# Ібрагім аль-Джаафарі
Ібрагім аль-Джаафарі (араб. إبراهيم الأشيقر الجعفري, нар. 25 березня 1947) — іракський державний і політичний діяч, прем'єр-міністр республіки від квітня 2005 до травня 2006 року, чинний міністр закордонних справ Іраку.

## Життєпис
Народився 1947 року в Кербелі. 1974 року здобув диплом бакалавра медицини в Мосульському університеті. 1968 року вступив до лав і став активним діячем ісламської партії «Дава», що перебувала в опозиції до режиму Саддама Хусейна. 1980 року емігрував до Ірану, де змінив прізвище, щоб уберегти родину від можливих переслідувань. Співпрацював з опозиційною іракською Радою ісламської революції. 1989 переїхав до Лондона, де офіційно представляв партію Дава. Там він брав участь у створенні широкого фронту іракської опозиції.
Виступав проти міжнародної інтервенції до Іраку. Разом з тим, після вторгнення американських військ до Іраку (2003) повернувся на батьківщину. У липні того ж року увійшов до складу Тимчасової керівної ради Іраку та став її першим головою, а також — на 1 місяць — першим після Саддама Хусейна виконувачем обов'язків президента країни. Під його керівництвом партія «Дава» увійшла до коаліції шиїтських партій і рухів «Об'єднаний іракський альянс» з 22 політичних організацій, а сам аль-Джаафарі зайняв місце заступника голови альянсу.
Ібрагім аль-Джаафарі був одним з двох віце-президентів країни у тимчасовому уряді від 2004 до 2005 року. Тоді він відмовився зайняти пост глави уряду через гострі розбіжності з представниками курдів у питанні про автономію Курдистану та приналежність міста Кіркука.
7 квітня 2005 року після значних успіхів шиїтів на парламентських виборах (48,2 % голосів і 140 з 275) президент Джалаль Талабані призначив аль-Джаафарі прем'єр-міністром.
Перебуваючи на посту глави уряду, не зумів налагодити нормальне життя в країні, покласти край насильству й налагодити відносини з сунітами, курдами та світськими політиками, наполягаючи на запровадженні судочинства на базі шаріату.
Після ухвалення нової конституції країни 15 грудня 2005 року відбулись нові парламентські вибори. Об'єднаний іракський альянс здобув 128 місць і був змушений формувати коаліцію з іншими партіями, яка після тривалих перемовин узгодила кандидатуру Нурі аль-Малікі в якості нового глави уряду.
У травні 2008 року залишив партію «Дава», заснувавши й очоливши Рух національних реформ. На виборах 7 березня 2010 року «Іракський національний альянс» (наступник Об'єднаного іракського альянсу) на чолі з аль-Джаафарі здобув 70 місць, посівши третє місце.
Після виборів у квітні 2014 року (Рух національних реформ здобув лише 6 місць) новий прем'єр-міністр Хайдер аль-Абаді призначив його на пост міністра закордонних справ.